# Aeroporto de Lages
O Aeroporto de Lages - Antonio Correia Pinto (IATA: LAJ / ICAO: SBLJ) é um aeroporto brasileiro que serve ao município de Lages, no estado de Santa Catarina.

## Histórico
O aeroporto foi homologado pela ANAC em 22 de junho de 2016 na Portaria 1562/SIA.
Até 17/09/2017 era administrado pela prefeitura do município de Lages. Após processo de terceirização passou a ser administrado em 18/09/2017 pela empresa Infracea (Infraestrutura em Controle do Espaço Aéreo e Aeroportos) Serviços Aéreos, sendo que  a prefeitura ficou responsável pela fiscalização geral.

### Voos Regulares
De 28/06/2016 a 23/03/2020 contou com uma linha aérea regular operada pela empresa Azul Linhas Aéreas Brasileiras através de uma aeronave modelo ATR 72-600 com capacidade para 70 passageiros. Inicialmente operou o trecho Lages/SC a Campinas/SP e posteriormente o trecho Lages/SC a Curitiba/PR, os voos que iniciaram diários (exceto sábados) tiveram ajustes no decorrer do período, com uma taxa de ocupação média em torno de 70%.
Em Março de 2020 a companhia aérea Azul Linhas Aéreas anunciou uma pausa nas operações no aeroporto de Lages motivada pela pandemia de COVID-19, inicialmente a pausa seria de 23/03/2020 a 30/06/2020 porém com o avanço da pandemia os voos não retornaram. Atualmente há voos regulares apenas no Aeroporto Regional do Planalto Serrano, situado em Correia Pinto (distante 30 km de Lages), com a utilização de aeronaves maiores modelo ERJ-195 e destino Campinas/SP.
Mesmo sem os voos regionais o aeroporto contava com uma média mensal de cerca de 180 pousos e decolagens entre voos de cargas e aeronaves particulares.

### Operações
O Aeroporto de Lages conta com uma pista em superfície de asfalto de 1.530m de comprimento por 30m de largura, conta com balizamento noturno, operações por instrumento através de NDB (radiofarol não direcional) e Auxílio Farol de Aeródromo, possui também caminhão de combate a incêndio e serviço de reabastecimento de combustível para aeronaves.
Anexo ao aeroporto está situado o Aeroclube de Lages e a escola de aviação civil JustFly.
O aeroporto já operou com as seguintes companhias aéreas e aeronaves:
- Azul Linhas Aéreas: ATR 72-600;
- NHT Linhas Aéreas: LET-410;
- TAM: Cessna Gran Caravan;
- OceanAir: EMB 120 Brasília;
- Rio Sul: EMB 110 Bandeirante, EMB 120 Brasília e Fokker 50.

Também já operaram no aeroporto de Lages em voos de carga ou particulares os seguintes modelos de aeronaves de médio/grande porte:
- Boeing 727-100 Itapemirim Cargo em 1997;
- ERJ 145 em 2012;
- Legacy 650 em 01/09/2017;
- ERJ 135 em 26/05/2018;
- Bombardier Global 6000 em 23/06/2019.

## Just Fly Escola de Aviação Civil
Com as operações iniciadas em Outubro de 2015, a Just Fly Escola de Aviação Civil, sediada no Aeroporto de Lages/SC surge com a ambição de ser um polo de excelência em formação de pilotos e comissários de bordo.
Utilizando seu Piper Cherokee 140 já formou diversos alunos no curso de Piloto de Avião.
Atualmente, a Just Fly realiza cursos de Piloto Privado de Avião, Comissário de Voo, e também realiza Voos Panorâmicos na cidade de Lages. A escola está sempre a disposição para visitação das suas aeronaves.

## Acidentes/Incidentes
Apesar de não ser um aeroporto de grande movimentação o Aeroporto de Lages já registrou 3 acidentes aéreos com vítimas fatais e dois acidentes foram registrados com aeronaves que partiram do aeroporto de Lages:
- Em 03/08/2005 um helicóptero modelo Jet Ranger com o piloto e três profissionais que trabalhavam na vistoria da construção da Usina Hidrelétrica de Barra Grande partiu do Aeroporto de Lages por volta das 13h30min para sobrevoar a região onde seria formado o lago da usina. Entretanto, caiu a aproximadamente 40 quilômetros da sede da empresa Baesa, em Anita Garibaldi após colidir em um fio de alta tensão e o piloto perder o controle. As quatro pessoas morreram no acidente.[14][15]
- Em 31/03/2006 Adílio João dos Santos, 56 anos, pilotando o helicóptero modelo Robinson R22, saiu de Porto Alegre, RS e no mesmo dia, fez uma parada no Aeroporto de Lages para reabastecer e seguir viagem até Ribeirão Preto, SP, mas a aeronave desapareceu depois de decolar. Após 14 dias desaparecido, os destroços do helicóptero e o corpo do empresário foram localizados por uma equipe do corpo de bombeiros na localidade de Laranjeiras, a 37 quilômetros da sede do município de Taió e a 80 quilômetros de Lages.[16][17]
- Em 25 de maio de 1995 o executivo Paulo Bampi se deu conta, em Florianópolis, que havia esquecido seu passaporte em Lages, Bampi fretou um táxi aéreo para retornar à cidade para buscar o documento, mas no procedimento de pouso a aeronave acabou caindo na região do bairro Tributo, cerca de cinco quilômetros antes de chegar na pista do Aeroporto de Lages. Além do executivo, morreram seu filho, Marcos Bampi, e os pilotos Ariel Tadeu Lucas e Guilherme Thulhis. As investigações apontaram que o clima ruim foi um dos fatores decisivos para a ocorrência do acidente.[18][19]
- Em 18 de Maio de 1997 estavam sendo realizadas no aeroporto comemorações referentes aos 55 anos de fundação do Aeroclube de Lages, mas por volta das 17h10min o dia acabou sendo marcado pela ocorrência de um dos maiores acidentes aéreos de Santa Catarina. Duas aeronaves se chocaram em pleno ar matando todos os seus 12 ocupantes e mais uma pessoa em terra. A aeronave PT-ISM (Cessna Skylane) estava decolando para o lançamento de dois paraquedistas como parte das comemorações, ao mesmo tempo que a aeronave PT-IJA (Cessna 310) fazia uma passagem baixa sobre o público, à direita do eixo da pista em uso. Na sequência, o piloto do PT-IJA efetuou uma recuperação acentuada, vindo a colidir com o PT-ISM que se encontrava subindo no eixo de decolagem, cruzando aproximadamente 500 ft. Ambas as aeronaves sofreram perda total e seus destroços ficaram espalhados por um raio de 150 metros no bairro Tributo. Os oito ocupantes do PT-IJA e os quatro ocupantes do PT-ISM faleceram no local. As investigações foram conduzidas por peritos do 5º Comando Aéreo da Aeronáutica, que tem sede na cidade gaúcha de Canoas, mas nenhum resultado conclusivo foi apresentado com relação ao acidente.[19][20]
- Em 02/04/2010 durante uma apresentação da Esquadrilha da Fumaça em comemoração ao aniversário do Aeroporto de Lages, uma aeronave T-27 (tucano) de número 7, caiu à esquerda da cabeceira da pista 35 por volta das 17h30, enquanto realizava a manobra "estol de badalo" seguido de um parafuso e lancevak isolado, matando o capitão Anderson Amaro Fernandes de 33 anos. Seis meses após o acidente, em 11 de outubro de 2010, a Esquadrilha da Fumaça retornou a Lages para encerrar sua apresentação e homenagear o capitão falecido no acidente. Neste dia um hangar no aeroporto foi nomeado Anderson Amaro do Nascimento em homenagem ao piloto falecido.[21]